# Temnothorax qiu
Temnothorax qiu (лат.) — вид мелких муравьёв рода Temnothorax из подсемейства мирмицины (Formicidae). Встречается в Китае.

## Этимология
Видовое название T. qiu происходит от слова qiu (秋, «цю», осень), одному из четырёх времён года.

## Распространение
Китай: провинции Сычуань и Юньнань.

## Описание
Мелкие муравьи (около 3 мм), основная окраска тела чёрная. Новый вид сходен с T. shuangjiang, но отличается тем, что у нового вида дорсум головы параллельно продольно морщинистый на центральной части, мезосома густо сетчатая; у T. shuangjiang дорсум головы нерегулярно продольно морщинистый на центральной части, мезосома грубо сетчатая. Новый вид также сходен с T. dong, но отличается тем, что у нового вида проподеальные шипы тонкие при виде сбоку, узел петиоля с узко закруглённым дорсом, пронотальные бока мелко сетчатые; у T. dong проподеальные шипы вытянутые при виде сбоку, узел петиоля с прямо отогнутым переднедорсальным углом, пронотальные бока крупно сетчатые. Этот новый вид также сходен с T. xiazhi, но отличается от него слабо выпуклой в боковом направлении спиной мезонотума и проподеума, проподеальные шипы длиннее половины длины наклонной поверхности, петиолярный узел длиннее переднего стебелька, цвет тела чёрный; у T. xiazhi дорсум мезонотума и проподеума прямой при боковом виде, проподеальные шипы короче половины длины наклонной поверхности, петиолярный узел длиннее переднего стебелька, цвет тела черновато-коричневый. Заднегрудь угловатая, с проподеальными шипиками. Грудь и голова сверху с морщинками, профиль ровный, без промезонотального и метанотального шва. Брюшко гладкое и блестящее. Усики 12-члениковые. Вид был впервые описан в 2024 году китайскими мирмекологами Yu-Han Qian и Zheng-Hui Xu (Southwest Forestry University, Куньмин, Юньнань) по типовым материалам из Китая.

### Комментарии
1. ↑  Энтомологи назвали четыре вида муравьёв из Китая по временам года: chūn (春), xià (夏), qiū (秋), dōng (冬) и соответственно, Temnothorax chun (весна), Temnothorax xia (лето), Temnothorax qiu (осень), Temnothorax dong (зима).